# Karlbybådar
Karlbybådar este o arie protejată (arie specială de conservare — SAC, sit de importanță comunitară — SCI) din Finlanda întinsă pe o suprafață de 644,62 ha, integral pe uscat.

## Localizare
Centrul sitului Karlbybådar este situat la coordonatele 59°44′54″N 20°44′09″E / 59.748333°N 20.735833°E.

## Înființare
Situl Karlbybådar a fost declarat sit de importanță comunitară în octombrie 1997 pentru a proteja 1 specie de animale. Situl a fost protejat și ca arie specială de conservare în decembrie 2015.

## Biodiversitate
Situată în ecoregiunea boreală, aria protejată conține 1 habitat natural: Recifuri.
La baza desemnării sitului se află o specie protejată de  mamifere: Halichoerus grypus.